# Torre de vigilancia (agricultura)

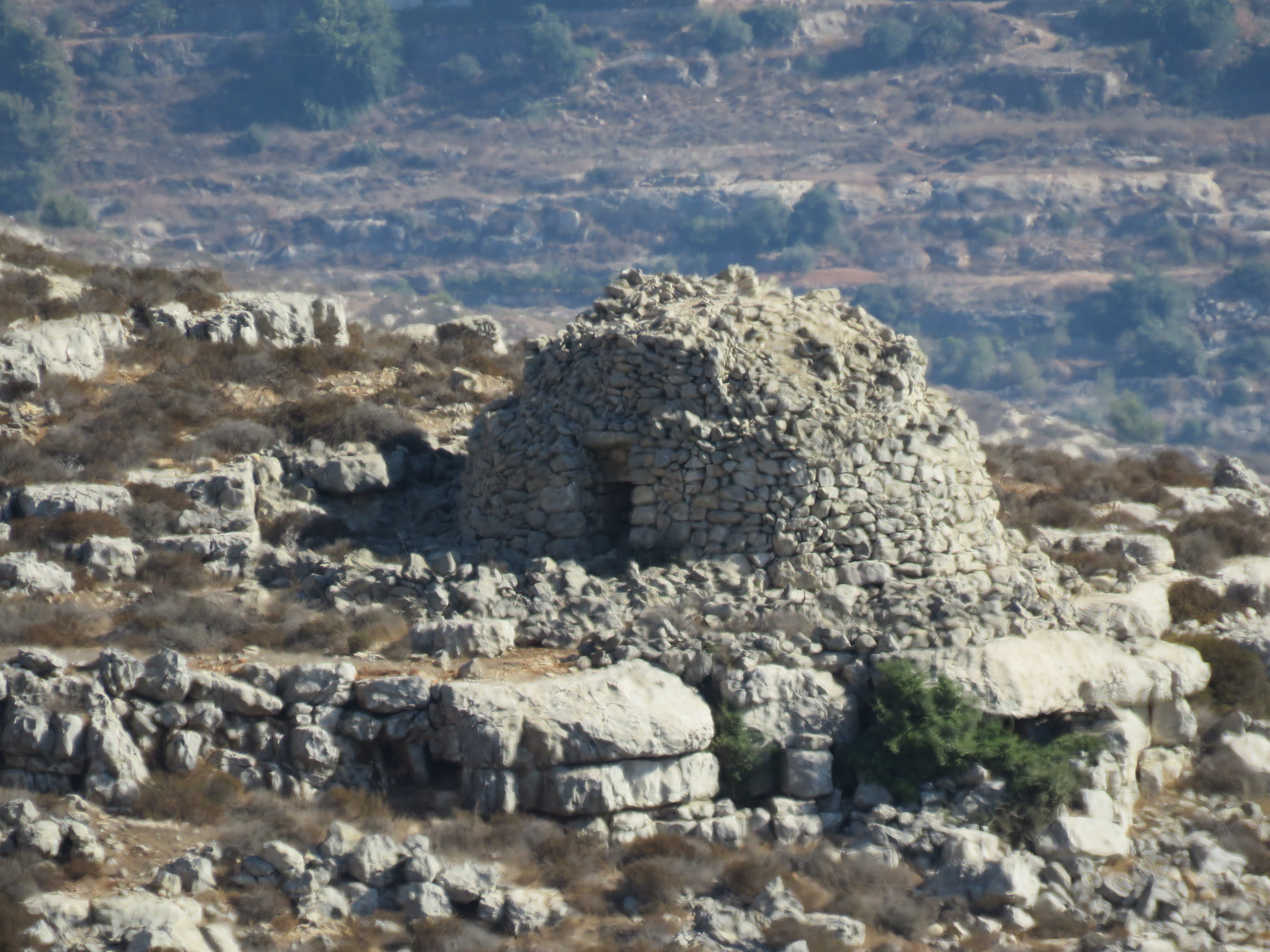
Restos de una torre de vigilancia cerca de Ramallah.

Una torre de vigilancia agrícola (nombre fenicio: shomōr ; en hebreo: שומרה‎ shomera) era un tipo de edificio en el antiguo Medio Oriente para que los agricultores vigilaran las tierras de cultivo (generalmente viñedos ) durante el período de cosecha.

## Descripción
Las estructuras solían tener dos pisos, con un piso inferior de paredes gruesas hecho de piedra sin tratar para guardar la cosecha, y un piso superior que funcionaba como torre de vigilancia . La temperatura dentro de la estructura era relativamente fresca debido a la gruesa pared del piso inferior, lo que permitía el depósito de cultivos como las uvas, que de otro modo comenzarían a fermentar .  Durante el período de cosecha, los trabajadores agrícolas o familias enteras podrían vivir en la torre de vigilancia en lugar de regresar a su hogar todos los días.
Los exploradores británicos Conder y Kitchener mencionan las torres de los viñedos como un remanente de la antigua arquitectura judía . Los describieron como "edificios sólidos y toscos" que se pueden encontrar cerca de tumbas antiguas y prensas de vino excavadas en la roca.

## En las escrituras

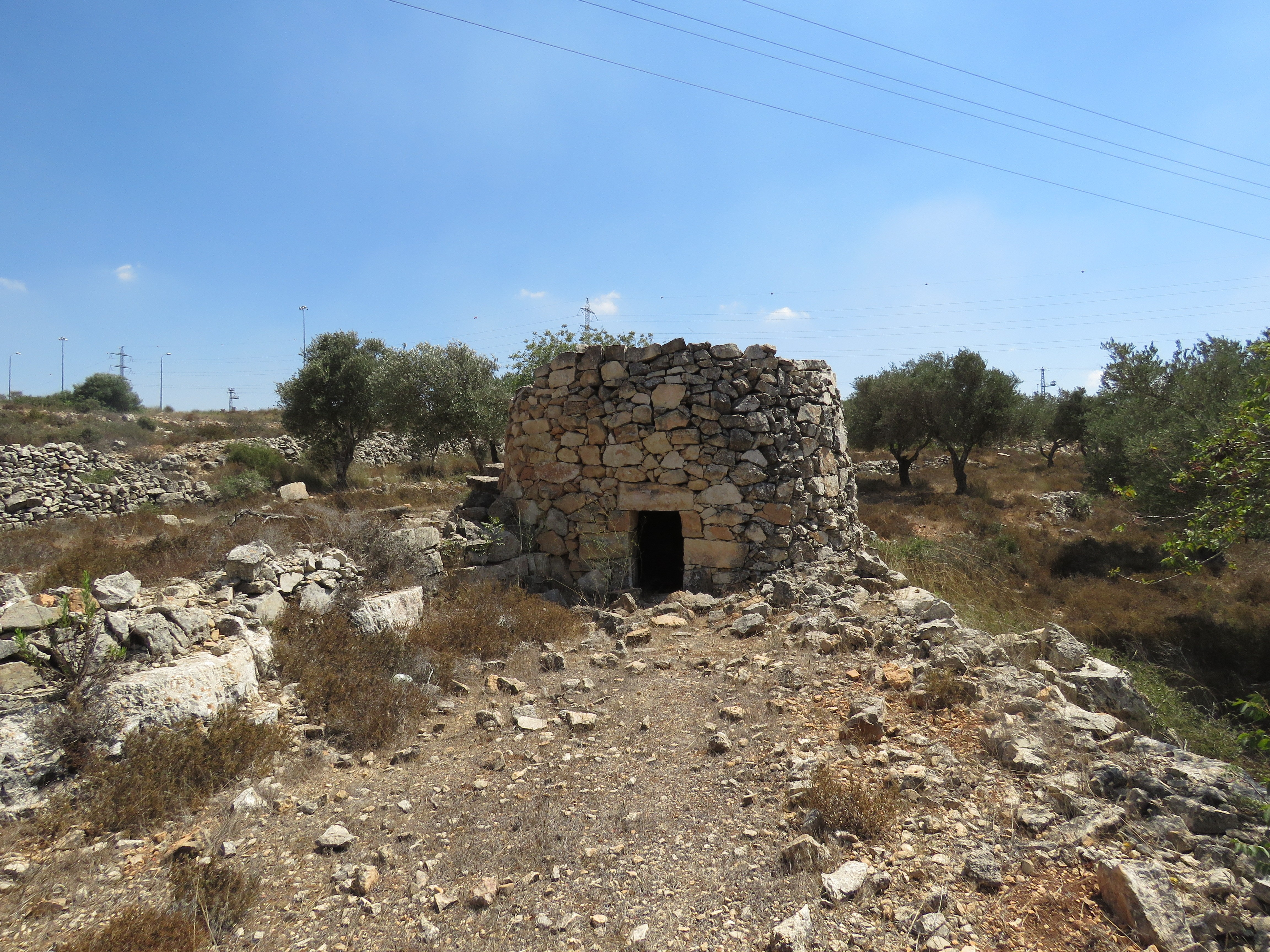
Restos de una torre de vigilancia cerca de Beitunia

El Libro de Isaías ( Isaiah 5:2 ) menciona una torre de viñedo:

La había cercado y despedregado y plantado de vides escogidas; había edificado en medio de ella una torre, y hecho también en ella un lagar; y esperaba que diese uvas, y dio uvas silvestres.

También se menciona en el Evangelio de Marcos ( Mark 12:1 ):

Entonces comenzó Jesús a decirles por parábolas: Un hombre plantó una viña, la cercó de vallado, cavó un lagar, edificó una torre, y la arrendó a unos labradores, y se fue lejos.

## Uso actual
Se encuentran restos de torres de vigilancia en toda Siria y Palestina, y algunas todavía están en uso. 